# ASTROS II
ASTROS II (Artillery SaTuration ROcket System) je razvijen od strane tvrtke Avibras, koja razvija višecijevni raketni sustav od ranih 1960-ih. ASTROS II je ušao u službu brazilske vojske 1983. godine. Rabi se i u Bahamima, Maleziji, Katru i Saudijskoj Arabiji. Gradi se pod licencom u Iraku kao Sajil-60. 
ASTROS II ima modularni dizajn kontejnera. Može se opremiti s četiri standardna kontejnera s raketama. Može ispaljivati četiri različita tipa raketa: SS-30 kalibra 127 mm, SS-40 kalibra 180 mm, SS-60 kalibra 300 mm i SS-80 kalibra 300 mm s povećanim dometom. Ovisno o tipu raketa, jedan kontejner može sadržavati osam, četiri ili jednu raketu. Maksimalan domet raketa je 30, 35, 60 i 90 km, ovisno o tipu. Lansiranje se izvodi u unutrašnjosti vozila. ASTROS II je baziran na Mercedes-Benz 6x6 kamionu kojeg pokreće Mercedes-Benz OM422 dizelski motor s 280 KS. 
Kao sekundarno naoružanje je postavljena jedna 12,7 mm strojnica montirana na krov kabine. Vozilo se može opremiti i s bacačima dimne zavjese. ASTROS II se puni uz pomoć posebnog vozila za punjenje koji nosi dva dodatna seta raketa i opremljeno je kranom.
Tvrtka Avibras trenutno radi na razvoju novog ASTROS III višecijevnog raketnog sustava.